# Bunapishimeji
El bunapishimeji, també anomenat carner blanc de faig japonès o gírgola blanca de faig japonès (Hypsizygus marmoreus) és el nom d'un producte i una marca registrada d'una forma de flota carnera modificada per irradiació ultraviolada. La varietat es va desenvolupar a la ciutat japonesa de Nagano.

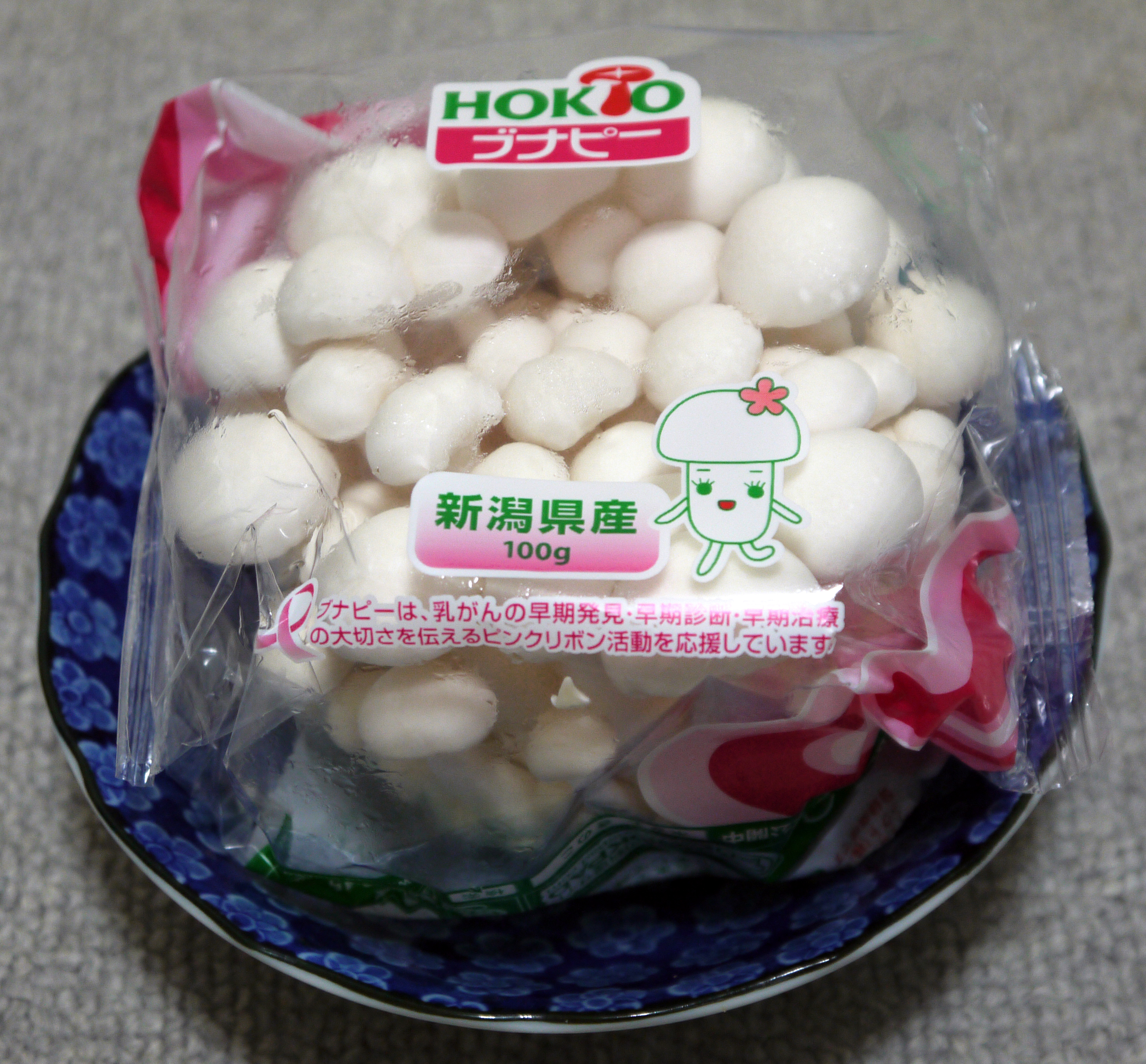
Bunapishimeji (Hypsizygus marmoreus)

Es tracta d'una patent de l'empresa Hokuto Corporation, que comercialitza el bolet com a bunashimeji blanc.